# Tomorrow Never Knows (Album)
Tomorrow Never Knows (englisch Keiner weiß, was morgen ist [sinngemäß]) ist ein Kompilationsalbum der britischen Musikgruppe The Beatles, das am 24. Juli 2012 exklusiv bei iTunes veröffentlicht wurde. Es ist das zweite Beatles-Album, das virtuell – also nicht mehr auf einem physischen Datenträger – veröffentlicht wurde. Es ist das 13. Kompilationsalbum von den Beatles nach deren Trennung, das bisher veröffentlichte Aufnahmen beinhaltet, in den USA war es deren elftes.

## Vorgeschichte

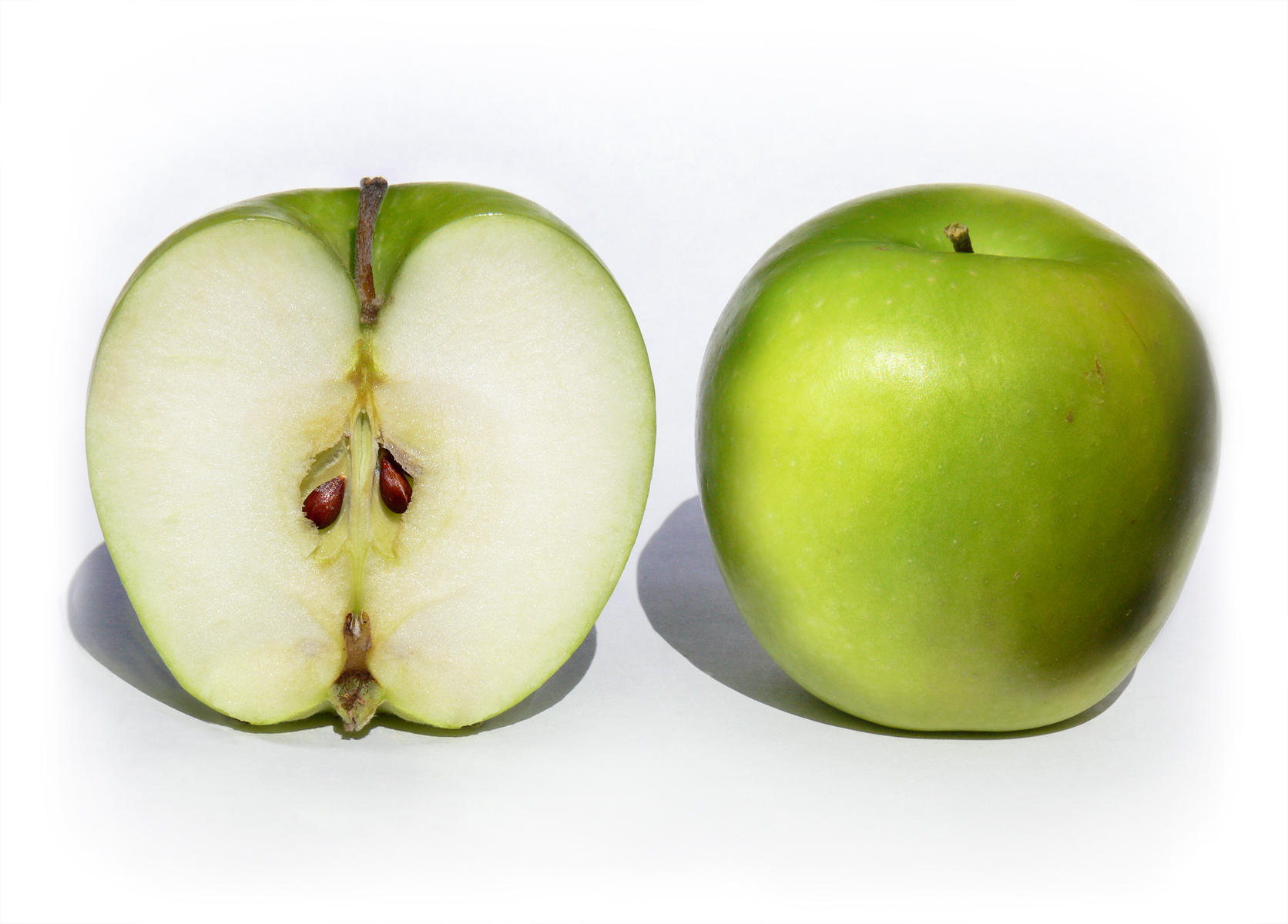
Apple Corps verwendet als Markenzeichen einen grünen Granny-Smith-Apfel

Logo von Apple Computer

Am 11. Mai 1968 flogen John Lennon und Paul McCartney nach New York, wo sie bei Pressekonferenzen und Fernsehauftritten das neue Beatles-Unternehmen Apple vorstellten. Apple hatte Abteilungen für Musik, Film und Kunst und wollte sich vorrangig der Entdeckung und Förderung von Talenten aller Art widmen.

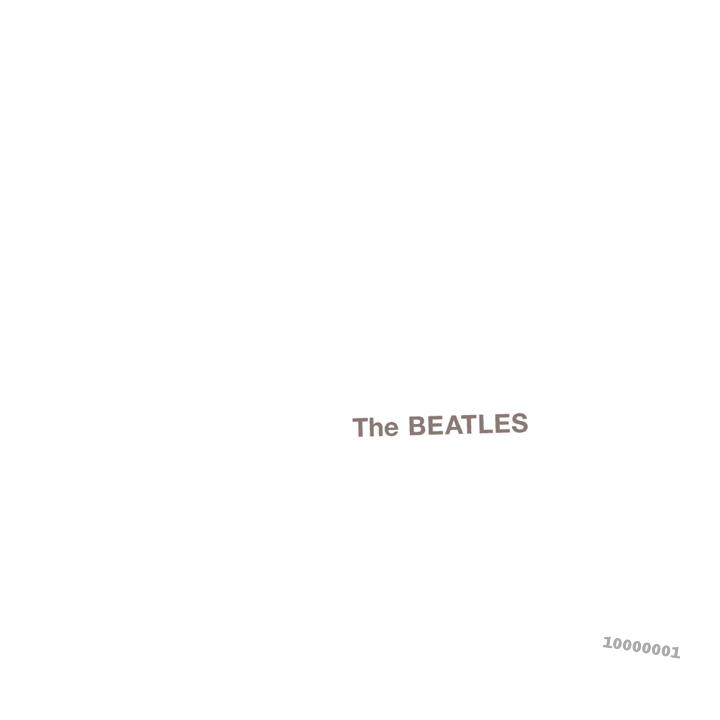
Cover des Weißen Albums, das auf Apple Records veröffentlicht wurde

Mit der Veröffentlichung von Hey Jude am 26. August 1968 erschien erstmals auf dem Apple-Label eine Schallplatte der Beatles. In einem Vertrag einigten sich die Rechtsparteien darauf, dass EMI und Capitol Records bis zum Jahr 1975 den Vertrieb für Apple Records übernehmen würden. Die Rechte aller Veröffentlichungen der Beatles auf ihrem Apple-Label blieben bei EMI. Apple Records würde nur die Rechte für jene Künstler besitzen, die das Label unter Vertrag nahm.
Apple Inc. wurde am 1. April 1976 von Steve Jobs, Steve Wozniak und Ron Wayne mit Sitz in Cupertino in den USA gegründet und zählte zu den ersten Herstellern von Personal Computern.
Während die Beatles sich als Logo des Labels einen Apfel der Sorte Granny Smith auswählten, das von Gene Mahon gestaltet und von Paul Castell fotografiert worden ist, wurde für Apple Inc. in 1977 eine in Regenbogenfarben gestreifte, angebissene Apfelsilhouette von Rob Janoff entworfen, das im Laufe der Zeit zu einer einfarbigen Apfelsilhouette entwickelt wurde.
Im Jahr 1978 folgte die erste gerichtliche Auseinandersetzung zwischen Apple Corps und Apple Computer, die 1981 mit einer Vereinbarung zwischen beiden Rechtsparteien endete: Apple Computer durfte zukünftig nicht in das Musikgeschäft und Apple Corps nicht in das Computergeschäft einsteigen.
Im Jahr 1991 gab es eine weitere gerichtliche Vereinbarung; diese besagte, dass Apple Computer keine physischen Produkte vertreiben darf, die Musik enthalten.
Apple Corps verklagte im September 2003 Apple Computer, da für den iTunes Store das Apfel-Logo verwendet wurde. Das Gericht erkannte aber keinen Vertragsbruch.
Im Februar 2007 gab es dann zwischen beiden Vertragsparteien eine finanzielle Vereinbarung, die es Apple Computer erlaubte, alle Namensrechte zu benutzen.
Weiterhin wurden ab dem Jahr 2007 über iTunes Alben/Lieder von John Lennon, Paul McCartney, George Harrison und Ringo Starr vertrieben. Die Erstveröffentlichung folgender Beatles-Alben im Download-Format erfolgte dann ab dem 16. November 2010 bei iTunes:
- Please Please Me
- With the Beatles
- A Hard Day’s Night
- Beatles for Sale
- Help!
- Rubber Soul
- Revolver
- Sgt. Pepper’s Lonely Hearts Club Band
- Magical Mystery Tour
- The Beatles
- Yellow Submarine
- Abbey Road
- Let It Be
- Past Masters
- 1962–1966
- 1967–1970

Es folgten die Alben Love mit zwei exklusiven Bonusliedern im Februar 2011, die drei Doppelalben Anthology 1, Anthology 2 und Anthology 3 im Juni 2011, das Album 1 im September 2011, Let It Be… Naked im April 2013, Yellow Submarine Songtrack im Juni 2012 sowie Live at the BBC  und On Air – Live at the BBC Volume 2 im November 2013. Die Box The U.S. Albums sowie die einzelnen Alben sind seit dem 17. Januar 2014 als Download bei iTunes erhältlich.
Steve Jobs, CEO von Apple Inc., sagte dazu: “We love the Beatles and are honored and thrilled to welcome them to iTunes. It has been a long and winding road to get here. Thanks to the Beatles and EMI, we are now realizing a dream we’ve had since we launched iTunes ten years ago.” („Wir lieben die Beatles und freuen uns, sie bei iTunes begrüßen zu dürfen. Es war ein langer und kurvenreicher Weg, hierher zu kommen. Dank der Beatles und EMI verwirklichen wir jetzt einen Traum, den wir hatten, seit wir iTunes vor zehn Jahren auf den Markt gebracht haben.“)
Ringo Starr sagte zur Vereinbarung: “I am particularly glad to no longer be asked when the Beatles are coming to iTunes. At last, if you want it – you can get it now – The Beatles from Liverpool to now!” („Ich bin besonders froh, nicht mehr gefragt zu werden, wann die Beatles zu iTunes kommen. Endlich, wenn Sie es wollen – sie können es jetzt bekommen – die Beatles von Liverpool bis jetzt!“)
Paul McCartney ergänzte: “It’s fantastic to see the songs we originally released on vinyl receive as much love in the digital world as they did the first time around.” („Es ist fantastisch zu sehen, wie die Songs, die wir ursprünglich auf Vinyl veröffentlicht haben, in der digitalen Welt genauso viel Liebe finden wie beim ersten Mal.“)
Ab dem 24. Dezember 2015 wurde der Kernkatalog (die aufgeführten 13 Studioalben) sowie die Alben Past Masters, 1962–1966, 1967–1970 und Love auch bei anderen Anbietern und bei Streaming-Diensten verfügbar gemacht. Das Album 1 war ab dem 17. Juni 2016 ebenfalls bei anderen Anbietern verfügbar.
Über iTunes wurden weiterhin exklusiv drei Alben der Beatles veröffentlicht: am 14. Juni 2011 wurde das Kompilationsalbum Anthology Highlights, am 12. Juli 2012 das Kompilationsalbum Tomorrow Never Knows und am 17. Dezember 2013 folgte mit The Beatles Bootleg Recordings 1963 ein Album mit bisher unveröffentlichten Aufnahmen.
Weiterhin wurde am 17. November 2010 von iTunes The Beatles Box Set als Download angeboten, diese „digitale Box“ enthält die remasterten Stereoversionen der zwölf britischen Studioalben, sowie von Magical Mystery Tour und Past Masters. Zum Inhalt gehören außerdem die The Mini Documentaries und das Video Live at the Washington Coliseum, 1964 als Download. Das Video Live at the Washington Coliseum, 1964 wurde am 11. Februar 1964 aufgenommen und zeigt das erste Konzert der Beatles in den USA. Am 22. Mai 2019 wurde der Konzertfilm separat über iTunes veröffentlicht.

## Entstehung
Der Begleittext auf iTunes beschreibt das Album Tomorrow Never Knows wie folgt: „Dieses exklusive Album ist eine Sammlung der härtesten Rocksongs der Beatles, die von John Lennons verzerrtem Gitarrensolo am Anfang von Revolution bis hin zum mystisch-psychedelischen Ende von Tomorrow Never Knows reichen.“
Sollte diese Beschreibung zutreffend sein, wäre Tomorrow Never Knows der Ersatz oder das Nachfolgealbum von Rock ’n’ Roll Music aus dem Jahr 1976, das bisher nicht auf CD oder über iTunes veröffentlicht worden ist.
Die Lieder Revolution, Helter Skelter, I’m Down, Back in the USSR, You Can’t Do That und Hey Bulldog befinden sich ebenfalls auf dem Album Rock ’n’ Roll Music.
Obwohl das Album nicht offiziell auf einen physischen Datenträger veröffentlicht wurde, wurden in Europa eintausend 12″-Vinyl-Promotionalben hergestellt, die ein eigenständiges Cover haben und denen jeweils ein Beiblatt beigelegt wurde, auf dem steht, dass iTunes bis zur Veröffentlichung des Albums mit den Beatles bisher 50 Millionen US-Dollar Umsatz generiert hat. Das Album wurde auch als Bootleg auf farbigen Vinyl nachgepresst.
In Großbritannien wurde noch eine Promotion-CD hergestellt.

## Wiederveröffentlichung
Das Album Tomorrow Never Knows wurde bisher nicht legal auf CD veröffentlicht.

## Covergestaltung
Das Design des virtuellen Covers stammt von Apple Records und wurde auch für das limitierte Vinyl-Promotionalbum verwendet.
Die Einleitung zum Album wurde von Dave Grohl geschrieben, in dem er den Einfluss der Beatles auf seinen musikalischen Werdegang erläutert.

## Titelliste
| Nummer | Lied                                            | Autor            | Leadgesang           | Länge | Erstveröffentlichung         |
| ------ | ----------------------------------------------- | ---------------- | -------------------- | ----- | ---------------------------- |
| 01     | Revolution                                      | Lennon/McCartney | Lennon               | 3:21  | Single-B-Seite von Hey Jude  |
| 02     | Paperback Writer                                | Lennon/McCartney | McCartney            | 2:19  | Single-A-Seite               |
| 03     | And Your Bird Can Sing                          | Lennon/McCartney | Lennon               | 2:00  | vom Album Revolver           |
| 04     | Helter Skelter                                  | Lennon/McCartney | McCartney            | 4:30  | vom Album The Beatles        |
| 05     | Savoy Truffle                                   | Harrison         | Harrison             | 2:54  | vom Album The Beatles        |
| 06     | I’m Down                                        | Lennon/McCartney | McCartney            | 2:30  | Single-B-Seite von Help!     |
| 07     | I’ve Got a Feeling (Let It Be... Naked Version) | Lennon/McCartney | Lennon und McCartney | 3:30  | vom Album Let It Be… Naked   |
| 08     | Back in the USSR                                | Lennon/McCartney | McCartney            | 2:43  | vom Album The Beatles        |
| 09     | You Can’t Do That                               | Lennon/McCartney | Lennon               | 2:35  | vom Album A Hard Day’s Night |
| 10     | It’s All Too Much                               | Harrison         | Harrison             | 6:25  | vom Album Yellow Submarine   |
| 11     | She Said She Said                               | Lennon/McCartney | Lennon               | 2:36  | vom Album Revolver           |
| 12     | Hey Bulldog                                     | Lennon/McCartney | Lennon               | 3:11  | vom Album Yellow Submarine   |
| 13     | Tomorrow Never Knows                            | Lennon/McCartney | Lennon               | 3:02  | vom Album Revolver           |
| 14     | The End (Anthology 3 Version)                   | Lennon/McCartney | McCartney            | 2:31  | vom Album Anthology 3        |

## Chartplatzierungen
| ChartsChartplatzierungen       | Höchstplatzierung | Wochen |
| ------------------------------ | ----------------- | ------ |
| Österreich (Ö3)                | 34 (1 Wo.)        | 1      |
| Vereinigte Staaten (Billboard) | 24 (2 Wo.)        | 2      |
| Vereinigtes Königreich (OCC)   | 44 (1 Wo.)        | 1      |

## Auskopplungen
Aus dem Album Tomorrow Never Knows wurde keine Single ausgekoppelt.